# Claife Heights
Claife Heights är en kulle i Storbritannien.   Den ligger i grevskapet Cumbria och riksdelen England, i den centrala delen av landet, 400 km nordväst om huvudstaden London. Toppen på Claife Heights är 253 meter över havet. Claife Heights ligger vid sjön Windermere.
Terrängen runt Claife Heights är kuperad åt nordväst, men åt sydost är den platt.Runt Claife Heights är det ganska tätbefolkat, med 60 invånare per kvadratkilometer. Närmaste större samhälle är Kendal, 14,8 km öster om Claife Heights. I omgivningarna runt Claife Heights växer i huvudsak blandskog.